# Llei Ogúlnia
La lex Ogulnia va ser una llei romana aprovada a proposta dels tribuns de la plebs Quint i Gneu Ogulni l'any 300 aC quan eren cònsols Marc Valeri Corvus i Quint Apuleu Pansa, que estenia als plebeus les dignitats de pontífex i àugur. Per aquesta llei, cinc dels pontífexs serien en endavant plebeus i quatre serien àugurs. Aquestes dignitats fins aleshores estaven reservades als patricis. El nombre de pontífexs va passar a vuit i el d'àugurs a nou.